# Riccardo Giordano
Riccardo Giordano (Palermo, 14 de marzo de 1970) es un deportista italiano que compitió en vela en la clase Mistral. Ganó una medalla de plata en el Campeonato Europeo de Mistral de 1994.

## Palmarés internacional
| \| Campeonato Europeo \| Campeonato Europeo \| Campeonato Europeo \| Campeonato Europeo \| \| Año \| Lugar \| Medalla \| Clase \| \| ------------------ \| ------------------ \| ------------------ \| ------------------ \| \| 1994 \| Heraclión (Grecia) \| Medalla de plata \| Mistral \| |                    |                  |         |
| Campeonato Europeo |                    |                  |         |
| Año | Lugar              | Medalla          | Clase   |
| 1994 | Heraclión (Grecia) | Medalla de plata | Mistral |